# Double Island Point
Double Island Point är en udde i Australien. Den ligger i kommunen Gympie Regional Council och delstaten Queensland, omkring 170 kilometer norr om delstatshuvudstaden Brisbane.
Trakten är glest befolkad. Närmaste större samhälle är Rainbow Beach, nära Double Island Point.
Genomsnittlig årsnederbörd är 1 638 millimeter. Den regnigaste månaden är mars, med i genomsnitt 295 mm nederbörd, och den torraste är september, med 28 mm nederbörd.